# تترازپام
تترازپام (انگلیسی: Tetrazepam) یک مشتق بنزودیازپین با خواص ضد تشنج، ضد اضطراب، شل‌کننده عضلات و کمی خواب‌آور است. پیش‌تر عمدتاً در اتریش، فرانسه، بلژیک، آلمان و اسپانیا برای درمان اسپاسم عضلانی، اختلالات اضطرابی مانند حملات پانیک، یا به ندرت برای درمان افسردگی، سندرم پیش از قاعدگی یا آگورافوبیا استفاده می‌شد. تترازپام در دوزهای پایین اثر آرام بخش نسبتا کمی دارد در حالی که همچنان آرامش عضلانی مفید و تسکین اضطراب ایجاد می‌کند. کمیسیون اروپا تعلیق مجوزهای بازاریابی تترازپام در اروپا را به دلیل سمیت پوستی تأیید کرده‌است که از یکم اوت ۲۰۱۳ اجرایی شد.